# Gley Eyherabide
Gley Eyherabide (vollständiger Name: Gley Eyherabide Perdomo) (* 9. Mai 1934 in Melo; † 19. Juni 2015) war ein uruguayischer Schriftsteller und Journalist.

## Leben
Gley Eyherabide arbeitete seit 1959 für diverse bedeutende Zeitungen und Zeitschriften und war begleitend dazu auch umfangreich als Buchautor tätig. Für seinen Roman Gepetto y las palomas erhielt er eine Erwähnung im Wettbewerb der Marcha, die Novelle Juego de pantallas erreichte das Finale des Premio Barral. Der Roman En el zoo wurde mit dem Premio Foglia ausgezeichnet. Seinen Erzählungen wird die Verwendung der Stilmittel Satire und Groteske sowie ein humoröser Einschlag als charakteristisch zugeschrieben. Zu den Stationen seiner journalistische Laufbahn zählte 1959 die El País. Sodann war er erstmals von 1959 bis 1960 für El Día sowie in zwei Etappen von 1963 bis 1964 und 1965 bis 1967 für Hechos tätig. Seit jenem Jahr bis 1971 arbeitete er für La Mañana und in der Folge von 1972 bis 1974 für Marcha. 1978 ist eine Station bei Noticias verzeichnet, bevor er von 1978 bis 1981 zum zweiten Mal für El Día schrieb. Über Opinar in den Jahren 1981 bis 1982 und La Democracia (1981 bis 1987) führte sein beruflicher Weg 1989 zu Zeta. Dort war er bis 1990 tätig. Von 1983 bis 1995 war auch die Avanazada del Pueblo sein Arbeitgeber. Zu Beginn des 21. Jahrhunderts hatte er die Funktion des Direktors eines Centro Comunal von Montevideo inne.

## Veröffentlichungen
- El otro equilibrista. 1967.
- En la avenida. 1970.
- Gepetto y las palomas. 1972.
- Allá bien alto. 1984.
- Todo el horror. 1986.
- El tigre y otros cuentos. 1987.
- Juego de pantallas. 1987.
- En el zoo. 1988.
- Los treinta. 1991.
- La bellísima justicia. 1993.
- Historia de ASU: treinta y tres años de lucha popular. 1993.
- Un mapa amarillo. 2012.[4]

## Auszeichnungen
- Premio Foglia